# L'Auberge de la rue Piatnitskaïa
Pour plus de détails, voir Fiche technique et Distribution.
L'Auberge de la rue Piatnitskaïa (Трактир на Пятницкой, Traktir na Pyatnitskoy) est un film policier soviétique réalisé par Alexandre Feinzimmer et sorti en 1978. Il s'agit de l'adaptation cinématographique du roman homonyme de Nikolaï Leonov (ru).
Avec 54,1 millions de spectateurs, le film est le 43e plus gros succès au box-office soviétique.

## Fiche technique
Sauf indication contraire, les informations mentionnées dans cette section peuvent être confirmées par la base de données cinématographiques IMDb,  présente dans la section « Liens externes ».
- Titre français : L'Auberge de la rue Piatnitskaïa[1]
- Titre original russe : Трактир на Пятницкой, Traktir na Pyatnitskoy
- Réalisateur : Alexandre Feinzimmer
- Scénario : Nikolaï Leonov (ru) d'après son roman[2].
- Photographie : Vsevolod Simakov, Sergueï Vronski
- Musique : Andreï Eschpaï
- Sociétés de production : Mosfilm
- Pays de production :  Union soviétique
- Langue de tournage : russe
- Format : Couleur - 2,35:1 - Son mono
- Durée : 85 minutes (1h25)
- Genre : Policier
- Dates de sortie :
  - URSS : 17 juillet 1978
  - Hongrie : 12 juillet 1979

## Distribution
- Guennadi Korolkov (ru) : Vassili Klimov, le chef de la police
- Tamara Siomina : Irina Kholminova, la serveuse de l'auberge
- Konstantin Grigoriev (ru) : Igor Rybin, le chef du gang
- Lev Prygounov (ru) : Mikhaïl Lavrov
- Nikolaï Eremenko : Mikhaïl Rioumine
- Viktor Perevalov (ru) : Nikolaï Panine
- Alexandre Galibine : Pavel Antonov